# はくちょう座16番星
はくちょう座16番星（16 Cygni, 16 Cyg）は、太陽系からはくちょう座の方向に70光年離れた場所に存在する3重連星である。2つの太陽に似たG型主系列星（はくちょう座16番星A、はくちょう座16番星B）と、1つの赤色矮星（はくちょう座16番星C）から構成されている。また、1996年には太陽系外惑星がはくちょう座16番星Bの周りに発見されている。

## 距離
はくちょう座16番星を構成する恒星のうち、2つの明るい星の年周視差は、個別にガイアによって測定されている。その結果は、はくちょう座16番星A（以下単にA星と呼ぶ）が46.98ミリ秒、はくちょう座16番星B（以下B星と呼ぶ）が 47.12ミリ秒である。A星の年周視差の値から得られる距離は21.3パーセク（69.4光年）、B星の値から得られる距離は21.2パーセク（69.2光年）となり、誤差の範囲で両者は一致している。

## 星系
はくちょう座16番星は階層構造を持つ3重連星で、比較的近接したA星とはくちょう座16番星C（以下単にC星と呼ぶ）のペアの周囲を、離れた軌道でB星が周回している。C星は、1998年にA星の傍で発見され、その後の観測でA星と固有運動が共通していることから、連星とされた。
天球上に投影されたA星とC星の見かけの距離は3.4秒で、年周視差から実際の距離に換算すると約73AUだが、2年程度の観測では公転運動による位置の変化は見えないため、詳しい軌道要素は知られていない。
B星は、A星からの見かけの距離が35秒で、年周視差から実際の距離に換算すると749AU離れている。公転周期は1万3500年、軌道長半径は754AUと推定されるが、周期1万年を超えるような軌道要素を決定するのは難しい。
A星とB星は、太陽に似たG型主系列星である。2つの恒星の質量は、それぞれ太陽と同程度と考えられている。年齢については多少のばらつきがあるが、太陽（46億年）より古く、形成されてから68億年前後が経過したと推定される。C星は、A星やB星より遥かに暗く、赤色矮星と思われている。

## 惑星系

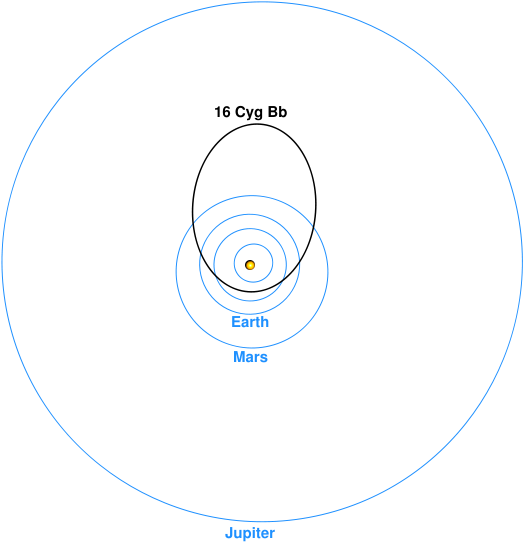
太陽系の惑星（水色）とはくちょう座16番星Bの惑星（黒色）の軌道の比較。

1996年、B星の周りを公転する惑星はくちょう座16番星Bbの発見が報告された。この惑星は、798.5日周期で潰れた楕円軌道を周回するエキセントリック・プラネットで、軌道長半径は1.68AUである。惑星bは、当時知られていた他の大部分の惑星と同じように、視線速度法によって発見された。この観測で推定された惑星の下限質量は、木星質量の1.68倍である。実際の質量はこれ以上の値となるが、どれだけ大きいかは惑星の軌道傾斜角に依存する。
楕円軌道の惑星bが存在するため、はくちょう座16番星Bから0.3AUより遠い領域にある天体は、安定な軌道を保つことができない。0.3AUより内側であれば惑星が存在する可能性があるが、少なくともこの範囲に海王星質量以上の惑星は存在しないことが観測で示されている。
| 名称 （恒星に近い順） | 質量            | 軌道長半径 （天文単位） | 公転周期 (日) | 軌道離心率    | 軌道傾斜角 | 半径 |
| --------------------- | --------------- | ----------------------- | ------------- | ------------- | ---------- | ---- |
| b                     | ≥1.68 ± 0.15 MJ | 1.681 ± 0.097           | 798.5 ± 1.0   | 0.681 ± 0.017 | —          | —    |

## METI
はくちょう座16番星には、METI の活動として電波メッセージが送られている。メッセージは「コズミック・コール1」と名づけられ、ユーラシア大陸最大のレーダーでもあるイェウパトーリヤRT-70電波望遠鏡から、1999年5月24日に発信された。測定された恒星までの距離が精確であれば、2069年11月にはくちょう座16番星に到達すると考えられている。